# كارلا فاي تاكر
كارلا فاي تاكر (بالإنجليزية: Karla Faye Tucker)‏ هي مجرمة أمريكية، ولدت في 18 نوفمبر 1959 في هيوستن في الولايات المتحدة، وتوفيت في 3 فبراير 1998 في هانتسفيل في الولايات المتحدة بسبب حقنة قاتلة.

## وصلات خارجية
- كارلا فاي تاكر على موقع IMDb (الإنجليزية)
- كارلا فاي تاكر على موقع إن إن دي بي (الإنجليزية)